# Salmijärvi (Jukkasjärvi socken, Lappland, 750857-171529)
Salmijärvi är en sjö i Kiruna kommun i Lappland och ingår i Torneälvens huvudavrinningsområde. Sjön har en area på 0,0971 kvadratkilometer och ligger 375,1 meter över havet. Sjön avvattnas av vattendraget Luongasjoki.

## Delavrinningsområde
Salmijärvi ingår i det delavrinningsområde (751040-171421) som SMHI kallar för Ovan 751128-171698. Medelhöjden är 396 meter över havet och ytan är 16,67 kvadratkilometer. Det finns inga avrinningsområden uppströms utan avrinningsområdet är högsta punkten. Luongasjoki som avvattnar avrinningsområdet har biflödesordning 2, vilket innebär att vattnet flödar genom totalt 2 vattendrag innan det når havet efter 366 kilometer. Avrinningsområdet består mestadels av skog (68 procent) och sankmarker (27 procent). Avrinningsområdet har 0,43 kvadratkilometer vattenytor vilket ger det en sjöprocent på 2,6 procent.